# 坂本乙女
坂本 乙女（さかもと おとめ、1832年2月2日（天保3年1月1日）-  1879年（明治12年）8月31日）は、江戸時代末期（幕末）から明治時代にかけての女性。土佐藩郷士坂本八平と幸の三女。弟に坂本龍馬がいる。
本来の名は留（とめ）で、「乙女（をとめ）」は「お留」への当て字である（ただし旧仮名は異なる）。「乙女」を「とめ」と読むこともある。

## 経歴
父親に似たのか、薙刀に長け、剣術・馬術・弓術・水泳などの武芸や、琴・三味線・舞踊・謡曲・経書・和歌などの文芸にも長けた、文武両道の人物だったという。身長5尺8寸（約175cm）・体重30貫（約112kg）という、当時としても現代にしても大変に大柄な女性であった。
弘化3年（1846年）に母・幸が死去すると龍馬の母親代わりを務め、書道・和歌・剣術などを教え、また彼が当時患っていた夜尿症を治したこともあった。乙女は当時にしてはかなり男勝りな性格で、体も大きかったため龍馬に常に勝っており、龍馬が負けて悔しがって泣いても高笑いし「それでも男か！」と言ったり、龍馬が大好きだった「足相撲」は負け知らずであり、強い脚力で龍馬を負かしていた。当時は女性は下着を着用していなかったため、白熱して下半身が丸出しになっても乙女は龍馬が負けるまで辞めないため、他の兄弟や父親が止めるまで龍馬をコテンパンにしていた。当時は、背が低く、色白でややぽっちゃりしているしおらしい女性が美人とされており、正反対である乙女を龍馬以外の家族や身内は「将来貰い手がいないのではないか？」と心配していた。安政3年（1856年）、典医・岡上樹庵と結婚して一男一女（赦太郎・菊栄）をもうけるが、家風の相違や夫の暴力・浮気などが原因で慶応3年（1867年）に離婚し、実家に戻る。龍馬のよき理解者として、相談に乗ったり励ましたりしたという。龍馬は手紙を書くことを好んでおり、あらゆる人に当時はかなり高価である手紙を出していたが、一番多かったのは乙女への手紙であった。手紙の内容はたわいないものであり、乙女に立派に勉強していることを自慢する内容や、好きになった女性や結婚相手の相談まで乙女に書いていた。龍馬の妻お龍とは不仲で、結婚も反対していた。「龍馬暗殺後、坂本家に身を寄せたお龍が程なく同家を去り各地を放浪した」とされているが、近年の史料では「乙女はお龍に対し親身に接していた」ことが明らかにされている（詳細はお龍の項目を参照）。
晩年は独（どく）と改名し、養子の坂本直寛（のち北海道北見市の開拓に従事）と共に暮らす。1879年（明治12年）、壊血病に罹り死去した。享年48（満47歳）。当時、死の病でもあったコレラの感染を恐れて野菜を食べなかったことが原因といわれる。墓所は高知市山手町の坂本家墓所。

### 人物
『三国志』、『南総里見八犬伝』や『太閤記』を好み、軍書や講談本を高知城下の貸本屋に貸し出しに求めて、記憶力が鋭く、一度読めば、内容の大筋を暗記して、3歳年下の龍馬に、古今の英雄たちが活躍する様子のことをよく話して聞かせたというエピソードがある。

## 登場作品
小説
- 司馬遼太郎『竜馬がゆく』
- 葉室麟『乙女がゆく』（『暁天の星』の特別収録短編、上方の京都にいる龍馬そっくりの男装で弟を訪問するストーリー。）

漫画
- 原作：武田鉄矢、作画：小山ゆう『お〜い!竜馬』
- そにしけんじ『ねこねこ日本史』 - 第1巻の竜馬が主役の回に登場する。
- 原作：司馬遼太郎、漫画：鈴ノ木ユウ『竜馬がゆく』

テレビドラマ
- 『竜馬がゆく (NHK大河ドラマ)』（1968年 NHK 大河ドラマ 演：水谷良重）
- 『坂本龍馬 (テレビドラマ)』（1989年 演：かたせ梨乃）
- 『竜馬がゆく』 (2004年、テレビ東京 新春ワイド時代劇　演 : 室井滋)
- 『龍馬伝』（2010年、NHK 大河ドラマ　演 : 寺島しのぶ（少女時代：土屋太鳳））
- 『土方のスマホ 正月の陣』 (2022年1月2日、NHK　演 : 大島美幸)

舞台
- 『弟よ -姉、乙女から坂本龍馬への伝言』（1990年、木冬社公演、作・演出：清水邦夫）芸術選奨文部大臣賞受賞、テアトロ演劇賞受賞

アニメ
- 『お〜い!竜馬』（声：小林優子）
- 『ねこねこ日本史』（声：三谷翔子）